# Churchill College
Churchill College (Kolegium Churchilla) – jedno z kolegiów wchodzących w skład Uniwersytetu w Cambridge, nazwane tak na cześć premiera Winstona Churchilla. 

## Historia
W 1955 podczas wakacji spędzanych na Sycylii, wkrótce po rezygnacji z urzędu premiera, Winston Churchill rozważał (wraz z Johnem Colville'em oraz lordem Cherwellem) możliwość powołania do życia nowej uczelni. Był on pod wrażeniem MIT i chciał stworzyć angielską wersję tej uczelni. Ostatecznie doprowadziło to do otwarcia kolegium o profilu naukowo-technicznym w ramach Uniwersytetu w Cambridge. 
Pierwsi studenci studiów podyplomowych rozpoczęli naukę w październiku 1960. Rok później dołączyli magistranci. W 1966 koledż otrzymał pełny status uczelni. Początkowo przyjmowani byli wyłącznie mężczyźni. Pierwsze kobiety przyjęto w 1972.